# Wojewódzki Sztab Wojskowy w Opolu
Wojewódzki Sztab Wojskowy w Opolu - terenowy organ Ministra Obrony Narodowej w sprawach operacyjno-obronnych i administracji wojskowej, z siedzibą przy ul. Kościuszki 45 w Opolu.

## Podległość
Szef WSzW w Opolu podlega Szefowi Sztabu Generalnego Wojska Polskiego w Warszawie Ministerstwa Obrony Narodowej w Warszawie.
Szefowi WSzW w Opolu podlegają 3 wojskowe komendy uzupełnień z terenu województwa opolskiego:
- WKU w Brzegu
- WKU w Kędzierzynie-Koźlu
- WKU w Opolu

Insygnia
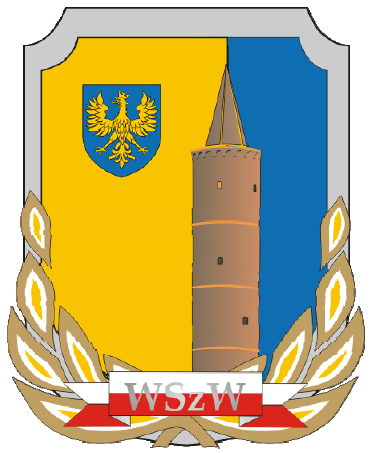
Odznaka pamiątkowa
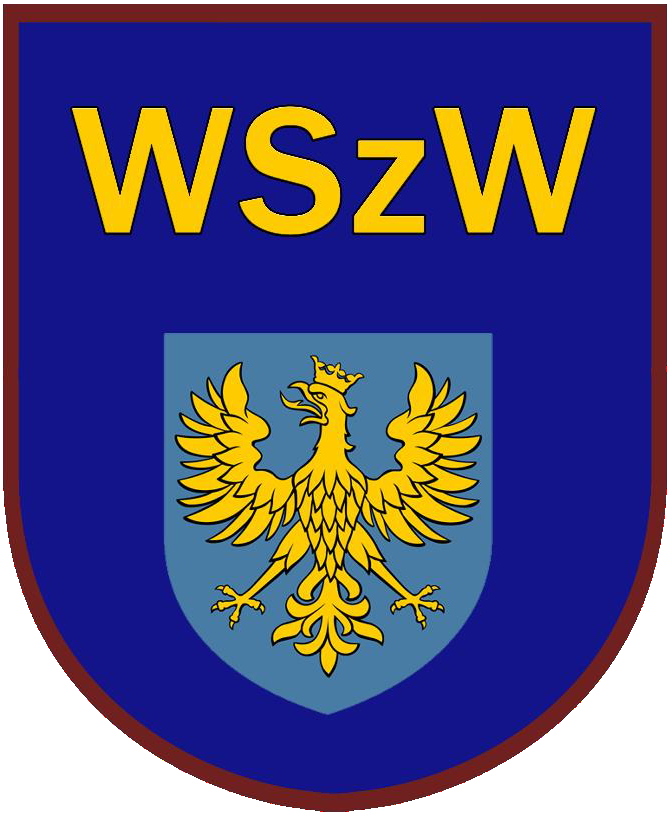
Oznaka rozpoznawcza na mundur wyjściowy
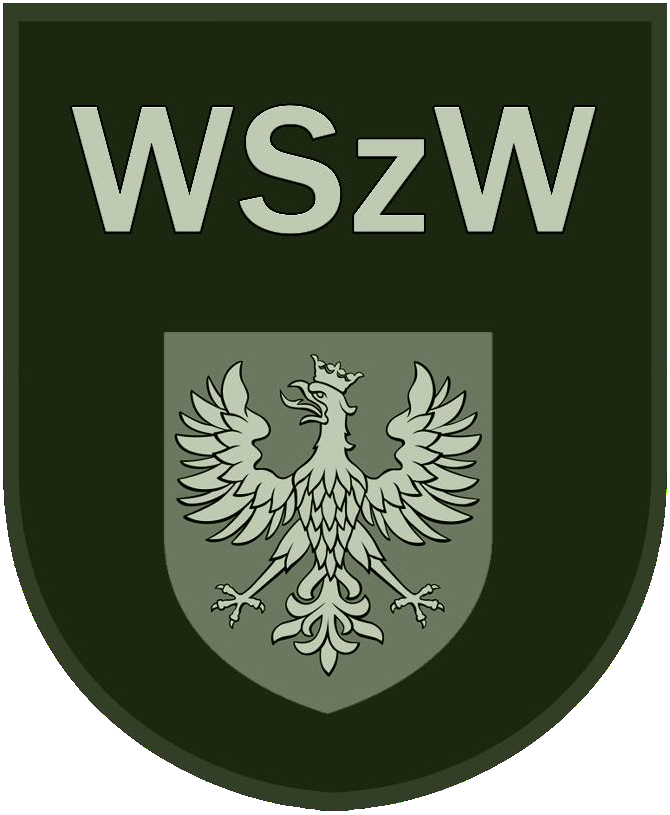
Oznaka rozpoznawcza na mundur polowy

## Szefowie WSzW
- płk dypl. Józef Magiera (1996 − 1999)
- płk dypl. Antoni Tkacz (1999 − 2007)
- płk dypl. Andrzej Kućmierz (2007 −2011)
- płk mgr Mirosław Karasek (2011 − 2016)
- płk mgr inż. Dariusz Kaminiów (2017 - nadal)